# Corée du Nord aux Jeux olympiques d'hiver de 2018
La participation de la Corée du Nord aux Jeux olympiques d'hiver de 2018 à Pyeongchang en Corée du Sud marque son retour aux Jeux d'hiver, après son absence à ceux de 2014 en Russie. Ses athlètes défilent avec ceux de la Corée du Sud lors de la cérémonie d'ouverture, sous le drapeau de l'unification coréenne.
La délégation nord-coréenne est finalisée tardivement en janvier, avec l'accord du Comité international olympique et comprend vingt-deux athlètes dans cinq disciplines sportives. Les Nord-Coréens ne remportent aucune médaille.

## Contexte de la participation nord-coréenne
La Corée du Nord demeure officiellement en guerre contre la Corée du Sud, la guerre de Corée s'étant terminée en 1953 par un armistice et non par un traité de paix. Les deux Corée revendiquent chacune le territoire de l'autre, et ne se reconnaissent pas mutuellement comme des États souverains légitimes. La Corée du Nord avait néanmoins demandé le droit de co-organiser les Jeux olympiques d'été de 1988, confiés à Séoul. Face au refus exprimé par le Comité international olympique, le Nord avait boycotté les Jeux, et orchestré l'attentat détruisant le vol 858 de la Korean Air, tuant cent-quinze personnes. Aux Jeux olympiques d'été de 2000 et de 2004 et aux Jeux d'hiver de 2006, toutefois, les délégations des deux Corée avaient défilé ensemble sous le drapeau de l'unification coréenne lors de la cérémonie d'ouverture, en signe de réconciliation,.
Le Comité olympique nord-coréen soutient la tenue des Jeux d'hiver de 2018 en Corée du Sud. En juin 2017, le gouvernement sud-coréen propose que certaines épreuves de ski de ces Jeux puissent se dérouler en Corée du Nord, à la station de ski du mont Masik, et que les deux Corée constituent une équipe unifiée de hockey sur glace, pour faire de ces Jeux les « Jeux de la paix ». Le vice-président du Comité olympique nord-coréen, Jang Ung, décline toutefois ces propositions, invoquant un laps de temps trop court pour pouvoir les mettre en place de manière satisfaisante,. En geste d'ouverture, les autorités sud-coréennes précisent que la délégation nord-coréenne sera autorisée à entrer en Corée du Sud par voie terrestre, en traversant exceptionnellement la Zone coréenne démilitarisée, la frontière ordinairement fermée au trafic routier. Leurs supporters éventuels pourront venir par bateau,.

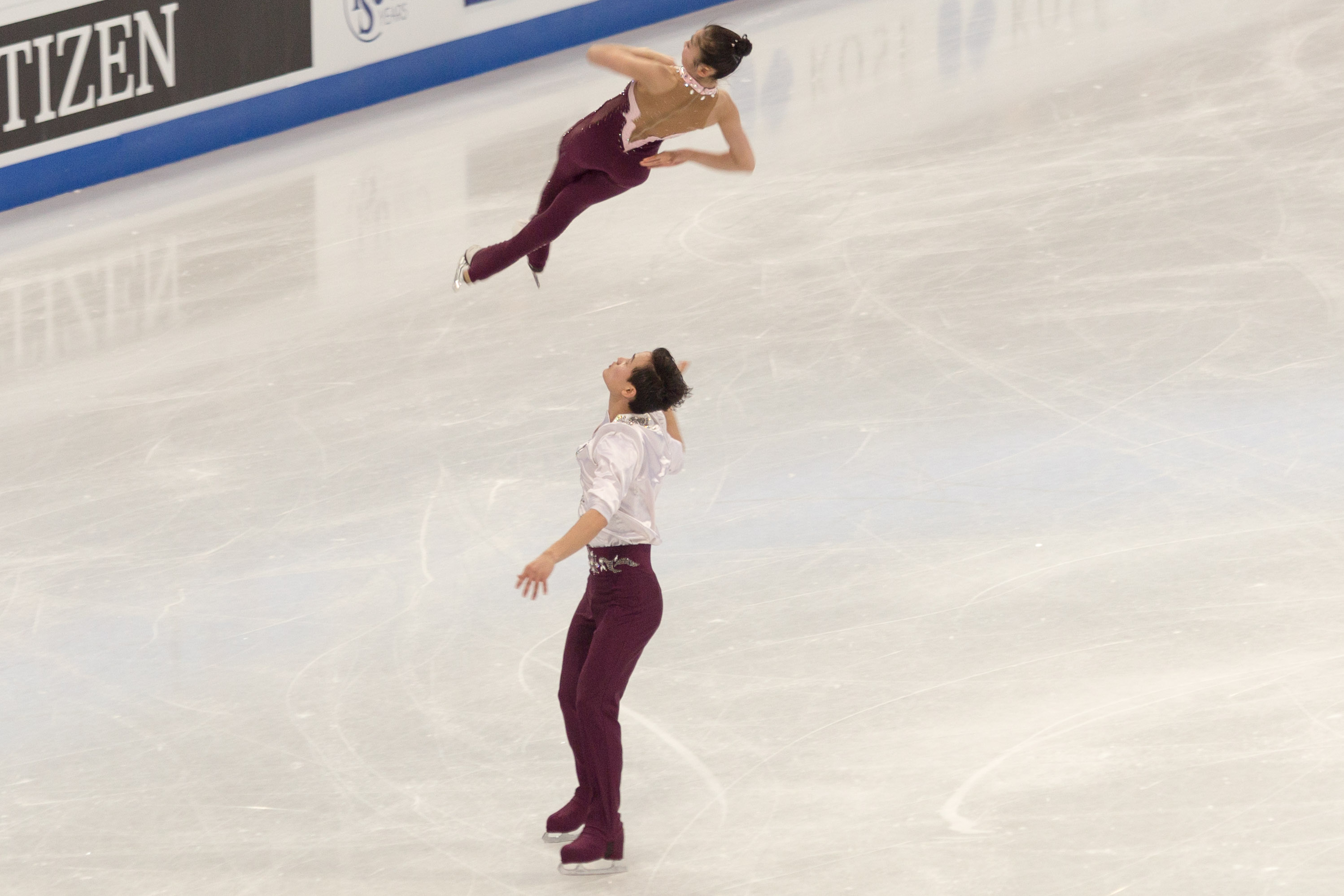
Ryom Tae-ok et Kim Ju-sik lors des Championnats du monde de patinage artistique 2017.

Fin septembre 2017, les premiers Nord-Coréens se qualifient pour les Jeux de 2018 : Ryom Tae-ok et Kim Ju-sik se qualifient pour l'épreuve de couple en patinage artistique,,.
La question de la participation de la Corée du Nord aux Jeux est toutefois compliquée par les menaces militaires réciproques proférées en août et en septembre 2017 par les gouvernements de Corée du Nord (sous la direction du dictateur Kim Jong-un) et des États-Unis (sous le président Donald Trump), avec notamment la conduite d'un essai nucléaire par la Corée du Nord le 3 septembre, et le tir de missiles nord-coréens au-dessus du territoire du Japon. La Corée du Sud répond en annonçant le déploiement de 5 000 soldats pour assurer la sécurité des Jeux, et la mise en place de mesures de « cyber-sécurité pour contrer d’éventuelles attaques informatiques » de la part du Nord.
La Corée du Nord ne confirme pas sa participation avant la date butoir du 30 octobre, mais ses athlètes peuvent alors encore être invités par le Comité international olympique. À l'issue de discussions entre les deux Corée, qui visent à améliorer les relations bilatérales, la participation de la Corée du Nord aux Jeux est confirmée le 9 janvier. Le 17 janvier, à la suite de discussions entre les deux États à Panmunjeom, il est décidé que les délégations des deux Corée défileront à nouveau ensemble et sous le drapeau de l'unification coréenne lors de la cérémonie d'ouverture des Jeux, et qu'elles présenteront une équipe féminine conjointe en hockey sur glace.

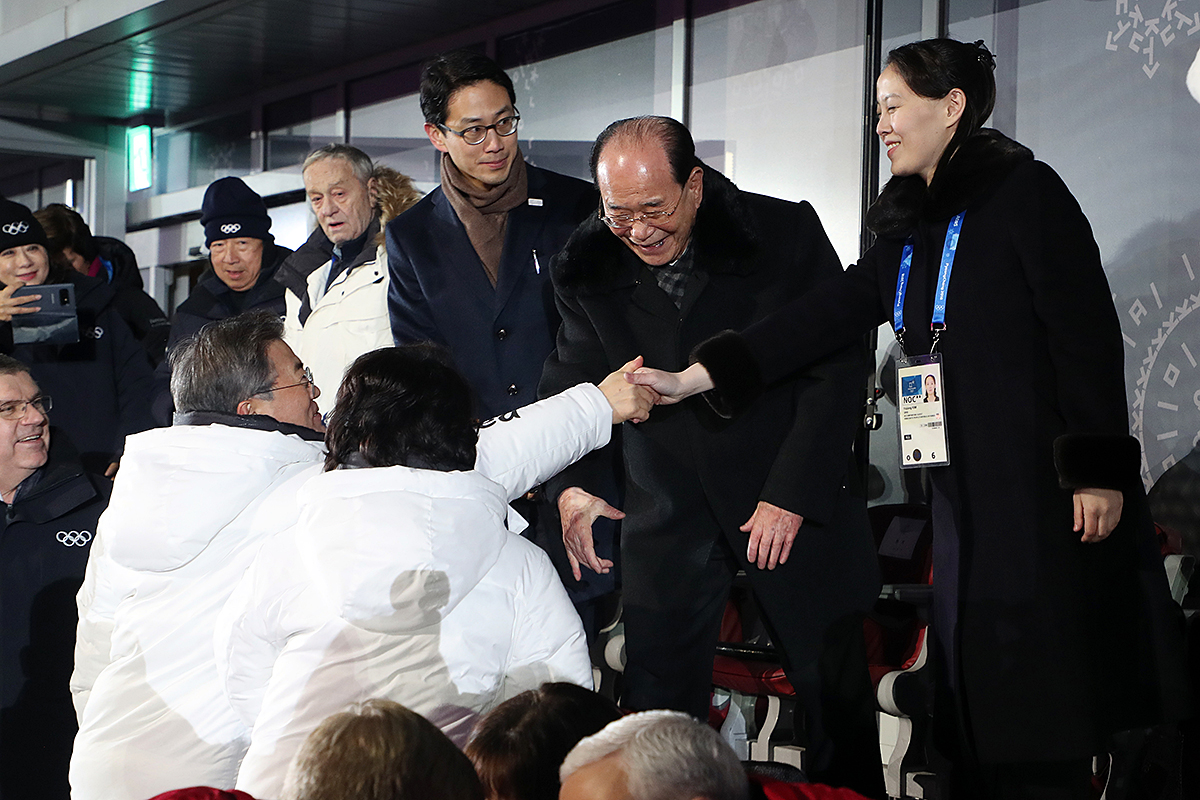
Poignée de main du président sud-coréen Moon Jae-in (à gauche, en blanc) avec Kim Yo-jong et le chef d'État nord-coréen Kim Yong-nam, dans le box présidentiel en amont de la cérémonie d'ouverture des Jeux.

Le 20 janvier, le Comité international olympique accorde le droit à la Corée du Nord de présenter également des athlètes en ski de fond, en patinage de vitesse sur piste courte, et en ski alpin. Pour marquer le dégel diplomatique entre les deux Corée, le chef de l'Etat nord-coréen Kim Yong-nam mène la délégation diplomatique qui accompagne les athlètes nord-coréens en Corée du Sud. Il rencontre le président sud-coréen Moon Jae-in quelques heures avant la cérémonie d'ouverture des Jeux. C'est la première visite en Corée du Sud d'un dignitaire nord-coréen d'un tel rang. Il assiste ensuite à la cérémonie d'ouverture avec Kim Yo-jong, la sœur de Kim Jong-un, assis dans le box du président Moon.
La délégation nord-coréenne comprend également deux-cent-trente jeunes femmes supportrices, toutes vêtues d'une tenue rouge identique, qui assistent aux performances des athlètes et les encouragent de manière synchronisée. Tout comme les athlètes, elles sont encadrées et observées en permanence par des agents de sécurité nord-coréens, pour empêcher toute interaction non-contrôlée avec des étrangers, et toute défection,,.
Les frais de la délégation diplomatique et artistique nord-coréenne sont pris en charge par les autorités de Séoul qui dépensent l'équivalent de 2,2 millions d'euros (ou 2,6 millions de dollars), tandis que les frais des athlètes sont « en grande partie » couverts par le Comité international olympique.

## Participation
Aux Jeux olympiques d'hiver de 2018, les athlètes de l'équipe de Corée du Nord participent aux épreuves suivantes : 

Drapeau de l'unification coréenne

| Sport                                | Hommes | Femmes | Total |
| ------------------------------------ | ------ | ------ | ----- |
| Ski alpin                            | 2      | 1      | 3     |
| Ski de fond                          | 2      | 1      | 3     |
| Patinage artistique                  | 1      | 1      | 2     |
| Hockey sur glace                     | 0      | 12     | 12    |
| Patinage de vitesse sur piste courte | 2      | 0      | 2     |
| Total                                | 7      | 15     | 22    |

## Athlètes et résultats

### Hockey sur glace
La Corée du Nord a échoué lors des qualifications, mais l'accord établi mi-janvier prévoit que des hockeyeuses nord-coréennes rejoignent l'équipe féminine qualifiée par la Corée du Sud, pour constituer une équipe coréenne conjointe. Douze Nord-Coréennes se joignent à l'équipe de vingt-trois Sud-Coréennes, le coach sud-coréen s'engageant à ce qu'au moins trois joueuses nord-coréennes soient incluses dans l'équipe déployée pour les matchs.
L'équipe de hockey a pour code olympique les lettres COR (contre KOR pour la Corée du Sud dans les autres disciplines, et PRK pour la Corée du Nord dans les autres disciplines). En cas de médaille pour cette équipe de hockey, le drapeau de l'unification coréenne et l'hymne Arirang seraient utilisés. L'équipe perd toutefois ses trois matchs de poule, avec un but marqué contre vingt encaissés, et n'atteint donc pas les quarts de finale.
| Clt   | Équipe | PJ | V | VP | D | DP | BP | BC | Diff | Pts |
| ----- | ------ | -- | - | -- | - | -- | -- | -- | ---- | --- |
| +001, | Suisse | 3  | 3 | 0  | 0 | 0  | 13 | 2  | +11  | 9   |
| +002, | Suède  | 3  | 2 | 0  | 1 | 0  | 11 | 3  | +8   | 6   |
| +003, | Japon  | 3  | 1 | 0  | 2 | 0  | 6  | 6  | 0    | 3   |
| +004, | Corée  | 3  | 0 | 0  | 3 | 0  | 1  | 20 | -19  | 0   |

- Qualifié pour les quarts de finale
- Reversé dans les matchs de classement pour la 5e place

| 10 février 2018 | Suisse | 8-0 (3-0, 3-0, 2-0) | Corée | Centre de hockey de Kwandong 3 606 spectateurs |

| Feuille de match | Feuille de match | Feuille de match                | Feuille de match | Feuille de match                                                                                    |
| ---------------- | --- | ------------------------------- | ---------------- | --------------------------------------------------------------------------------------------------- |
|                  | Müller (S. Benz) — 10 min 23 s (IN) Müller (S. Benz, Stalder) — 11 min 24 s Müller (S. Benz, Meier) — 19 min 48 s Müller — 21 min 26 s Staenz (Raselli, Rüedi) — 22 min 21 s Staenz (Raselli) — 37 min 19 s Stalder (Meier, Müller) — 49 min 42 s (SN) Stalder (Müller, Meier) — 51 min 48 s | 1-0 2-0 3-0 4-0 5-0 6-0 7-0 8-0 |                  | Arbitrage : Dina Allen et Gabrielle Ariano Lortie Juges de lignes : Jessica Leclerc et Justine Todd |
| Schelling        | Gardiens | Shin                            |                  | Arbitrage : Dina Allen et Gabrielle Ariano Lortie Juges de lignes : Jessica Leclerc et Justine Todd |
| 12 min           | Pénalités | 6 min                           |                  | Arbitrage : Dina Allen et Gabrielle Ariano Lortie Juges de lignes : Jessica Leclerc et Justine Todd |
| 52               | Tirs | 8                               |                  | Arbitrage : Dina Allen et Gabrielle Ariano Lortie Juges de lignes : Jessica Leclerc et Justine Todd |

| 12 février 2018 | Suède | 8-0 (4-0, 1-0, 3-0) | Corée | Centre de hockey de Kwandong 4 244 spectateurs |

| Feuille de match | Feuille de match | Feuille de match                | Feuille de match | Feuille de match                                                                                              |
| ---------------- | --- | ------------------------------- | ---------------- | --- |
|                  | Persson (Alasalmi) — 4 min Lundberg (Rask, Grahm) — 9 min 47 s Fällman (Rask, Küller) — 10 min 17 s U. Johansson (L. Johansson) — 17 min 4 s Winberg (Lundberg, Alasalmi) — 24 min 8 s Nordin — 41 min 9 s Winberg (Grahm, Nordin) — 41 min 45 s Rebecca Stenberg (Winberg) — 45 min 34 s | 1-0 2-0 3-0 4-0 5-0 6-0 7-0 8-0 |                  | Arbitrage : Gabrielle Ariano Lortie et Drahomira Fialova Juges de lignes : Johanna Tauriainen et Justine Todd |
| Grahn            | Gardiens | Shin                            |                  | Arbitrage : Gabrielle Ariano Lortie et Drahomira Fialova Juges de lignes : Johanna Tauriainen et Justine Todd |
| 8 min            | Pénalités | 6 min                           |                  | Arbitrage : Gabrielle Ariano Lortie et Drahomira Fialova Juges de lignes : Johanna Tauriainen et Justine Todd |
| 50               | Tirs | 19                              |                  | Arbitrage : Gabrielle Ariano Lortie et Drahomira Fialova Juges de lignes : Johanna Tauriainen et Justine Todd |

| 14 février 2018 | Corée | 1-4 (0-2, 1-0, 0-2) | Japon | Centre de hockey de Kwandong 4 110 spectateurs |

| Feuille de match | Feuille de match                    | Feuille de match    | Feuille de match | Feuille de match                                                                                       |
| ---------------- | ----------------------------------- | ------------------- | --- | --- |
|                  | - Griffin (Park Yo) — 29 min 31 s - | 0-1 0-2 1-2 1-3 1-4 | Kubo (H. Toko, Ukita) — 1 min 7 s Ono (Shishiuchi, Koike) — 3 min 58 s (SN) - Koike (Hosoyamada, Yoneyama) — 51 min 42 s (SN) Ukita — 58 min 33 s (CV) | Arbitrage : Drahomira Fialova et Nicole Hertrich Juges de lignes : Jessica Leclerc et Zuzana Svobodova |
| Shin             | Gardiens                            | Konishi             | | Arbitrage : Drahomira Fialova et Nicole Hertrich Juges de lignes : Jessica Leclerc et Zuzana Svobodova |
| 6 min            | Pénalités                           | 4 min               | | Arbitrage : Drahomira Fialova et Nicole Hertrich Juges de lignes : Jessica Leclerc et Zuzana Svobodova |
| 13               | Tirs                                | 44                  | | Arbitrage : Drahomira Fialova et Nicole Hertrich Juges de lignes : Jessica Leclerc et Zuzana Svobodova |

Matchs de classement
| 18 février 2018 |  | - |  | Centre de hockey de Kwandong |

| Feuille de match | Feuille de match | Feuille de match | Feuille de match | Feuille de match                    |
| ---------------- | ---------------- | ---------------- | ---------------- | ----------------------------------- |
|                  |                  |                  |                  | Arbitrage : et Juges de lignes : et |
|                  |                  |                  |                  |                                     |
|                  |                  |                  |                  |                                     |
|                  |                  |                  |                  |                                     |

| 20 février 2018 |  | - |  | Centre de hockey de Kwandong |

| Feuille de match | Feuille de match | Feuille de match | Feuille de match | Feuille de match                    |
| ---------------- | ---------------- | ---------------- | ---------------- | ----------------------------------- |
|                  |                  |                  |                  | Arbitrage : et Juges de lignes : et |
|                  |                  |                  |                  |                                     |
|                  |                  |                  |                  |                                     |
|                  |                  |                  |                  |                                     |

Résultats
| Équipe | Parties jouées | Victoires | Victoires en prolongation | Défaites | Défaites en prolongation | Buts pour | Buts contre | Différentiel | Points | Rang |
| ------ | -------------- | --------- | ------------------------- | -------- | ------------------------ | --------- | ----------- | ------------ | ------ | ---- |
| Corée  |                |           |                           |          |                          |           |             |              |        |      |

### Patinage artistique
Ryom Tae-ok et Kim Ju-sik sont qualifiés pour l'épreuve de patinage artistique en couple, ayant terminé sixièmes lors des épreuves de qualification à Oberstdorf en Allemagne. Ils s'entraînent à Montréal, et se qualifient en exécutant leur programme court au son de A Day in the Life, des Beatles, en version instrumentale, et leur programme libre avec pour accompagnement musical Je ne suis qu'une chanson, de la chanteuse québécoise Ginette Reno,.
Résultats
| Athlètes               | Épreuves | Points court | Points court | Points libre | Points libre | Total  | Total |
| Athlètes               | Épreuves | Points       | Rang         | Points       | Rang         | Points | Rang  |
| ---------------------- | -------- | ------------ | ------------ | ------------ | ------------ | ------ | ----- |
| Ryom Tae-ok Kim Ju-sik | Couples  | 69,40        | 11e          | 124,23       | 12e          | 193,63 | 13e   |

### Patinage de vitesse sur piste courte
Le CIO a autorisé l'inscription tardive de deux athlètes : Choe Un-song pour l'épreuve sur 1 500 mètres (hommes) et Jong Kwang-bom pour l'épreuve sur 500 mètres (hommes).
 Résultats
| Athlète        | Épreuve      | Temps          | Rang |
| -------------- | ------------ | -------------- | ---- |
| Choe Un-song   | 1 500 mètres | 2 min 18 s 213 | 31e  |
| Jong Kwang-bom | 500 mètres   |                |      |

### Ski alpin
Le CIO a autorisé l'inscription tardive de trois athlètes, qui concourront tous trois à la fois aux épreuves de slalom et de slalom géant : Choe Myong-gwang (hommes), Kang Song-il (hommes) et Kim Ryon-hyang (femmes).
 Résultats
| Athlète          | Épreuve      | Temps | Différence | Rang |
| ---------------- | ------------ | ----- | ---------- | ---- |
| Choe Myong-gwang | Slalom       |       |            |      |
| Choe Myong-gwang | Slalom géant |       |            |      |
| Kang Song-il     | Slalom       |       |            |      |
| Kang Song-il     | Slalom géant |       |            |      |

| Athlète        | Épreuve      | Temps         | Différence | Rang |
| -------------- | ------------ | ------------- | ---------- | ---- |
| Kim Ryon-hyang | Slalom       | 2 min 37 s 98 | +59 s 35   | 54e  |
| Kim Ryon-hyang | Slalom géant | 1 min 40 s 22 | +29 s 60   | 67e  |

### Ski de fond
Le CIO a autorisé l'inscription tardive de trois athlètes : Han Chun-gyong (15 km style libre hommes), Pak Il-chol (idem), et Ri Yong-gum (10 km style libre femmes).
 Résultats
| Athlète        | Épreuve       | Temps         | Différence    | Rang |
| -------------- | ------------- | ------------- | ------------- | ---- |
| Han Chun-gyong | 15 kilomètres | 42 min 29 s 2 | +8 min 45 s 3 | 101e |
| Pak Il-chol    | 15 kilomètres | 43 min 43 s 4 | +9 min 59 s 5 | 107e |

| Athlète     | Épreuve       | Temps         | Différence     | Rang |
| ----------- | ------------- | ------------- | -------------- | ---- |
| Ri Yong-gum | 10 kilomètres | 36 min 40 s 4 | +11 min 39 s 9 | 89e  |

## Suite
Le rapprochement diplomatique entre les gouvernements des deux Corée se poursuit après ces Jeux olympiques et paralympiques. En septembre 2018, à l'issue d'un sommet à Pyongyang entre Moon Jae-in et Kim Jong-un pour discuter de la dénucléarisation de la péninsule coréenne, la déclaration commune des deux gouvernements annonce que le Sud et le Nord participeront « conjointement [aux] Jeux olympiques d'été de 2020, et [coopéreront] en vue d'une candidature commune pour accueillir ensemble les Jeux olympiques d'été de 2032 ».